# Wassilissa Michailowna Berschanskaja
Wassilissa Michailowna Berschanskaja (russisch Василиса Михайловна Бержанская, gebräuchliche englische Transkription Vasilisa Berzhanskaya; * 1993 in Jessentuki) ist eine russische Opernsängerin in der Stimmlage Mezzosopran.

## Biografie
Wassilissa Berschanskaja begann ihr Studium in der Gesangsklasse des Staatskonservatoriums Stawropol und setzte es am Gnessin-Institut Moskau bei Ruzanna Lisitsian fort. Von 2015 bis 2017 nahm sie am Young Artist Opera Program des Bolschoi-Theaters teil und stellte dort unter anderem die Despina in Così fan tutte dar. 2017 sang sie im Rahmen des Young Singers Project der Salzburger Festspiele die Rolle der Frau Pfeil in der Kinderversion von Der Schauspieldirektor. Von 2017 bis 2019 war sie Ensemblemitglied der Deutschen Oper Berlin. 2024 gab sie ihr Debüt an der Metropolitan Opera New York als Nicklausse/The Muse in Hoffmanns Erzählungen.
| Debüt in | Rolle                                       | Bühne                                                                         |
| -------- | ------------------------------------------- | ----------------------------------------------------------------------------- |
| 2016–12  | Despina (Così fan tutte)                    | Bolschoi-Theater, Moskau                                                      |
| 2017–08  | Flora Bervoix (La traviata)                 | Deutsche Oper Berlin                                                          |
| 2017–09  | Rosina (Il barbiere di Siviglia)            | - Michailowsky-Theater, St. Petersburg - Deutsche Oper Berlin, seit Okt. 2017 |
| 2017–12  | Angelina (La cenerentola)                   | Theater Basel                                                                 |
| 2018–06  | Siébel (Faust, Gounod)                      | Deutsche Oper Berlin                                                          |
| 2018–09  | Fenena (Nabucco)                            | Deutsche Oper Berlin                                                          |
| 2019–08  | Diana (Orpheus in der Unterwelt)            | Salzburger Festspiele                                                         |
| 2020–01  | Romeo (I Capuleti e i Montecchi)            | Teatro dell’Opera di Roma                                                     |
| 2024-09  | Nicklausse/The Muse (Hoffmanns Erzählungen) | Metropolitan Opera, New York                                                  |

## Preise und Auszeichnungen
- 1. Preis und Publikumspreis beim 9. Europäischen Gesangswettbewerb DEBUT in Weikersheim/Bad Mergentheim (2018)[10]
- 3. Preis beim Gian Battista Viotti International Music Competition, Vercelli (2018)
- International Opera Awards 2021 in der Kategorie Young Singer[11]